# Kruševo Brdo I (Kotor-Varoš)
Kruševo Brdo I (szerbül: Крушево Брдо I), falu Bosznia-Hercegovinában, a Bosanska Krajina keleti részén, Kotor-Varoš községben, a Szerb Köztársaságban. 

## Fekvése
A település Bosznia-Hercegovina északi részén, Banja Lukától légvonalban 51, közúton 71 km-re délkeletre, községközpontjától légvonalban 29, közúton 39 km-re délkeletre, a Vrbanja két partján és a környező hegyekben fekszik. A település a Vrbanja-folyó völgyének legelején, az R-440 regionális út mentén, Kruševo Brdo (1178 m) északkeleti lejtőin és a Milanovo Brdo (1022 m) délnyugati lejtőin található szétszórva. A Vrbanja-völgy a Vrbanja folyó mentén az Orbász-folyóval való összefolyásáig, azaz Banja Lukáig terjed.
Kruševo Brdo számos faluból áll, amelyek mind a Vlašić-hegység részét képező Kruševo Brdo és Milanovo Brdo lejtőin találhatók. A Milanovo Brdo lejtőin találhatók: Trifunovići, Jankovići, Novakovići és Gavranovići (a Vrbanja jobb partja), valamint a bal oldalon Potok, Pavlovići, Panići és Čudnić. A központi falucska Čudnić (612 m) az Arapova Brijeg (928 m) alatt, az azonos nevű patak torkolatánál. A település minden helyi útja erre a helyre vezet. Čudnić faluban két folyó találkozik: Bobovica és Čudnić. Panić fölött (a Ravni Omar fennsíkon (1150 m)) folyik az Ilomska folyó.

## Népessége
| Nemzetiségi csoport | Népesség 1991 | Népesség 2013 |
| ------------------- | ------------- | ------------- |
| Szerb               | 396           | 34            |
| Bosnyák             | 0             | 0             |
| Horvát              | 1             | 0             |
| Jugoszláv           | 0             | 0             |
| Egyéb               | 1             | 0             |
| Összesen            | 398           | 34            |

## Története
A szerb lakosságú település 1878-ig tartozott az Oszmán Birodalomhoz, ekkor a berlini kongresszus határozata alapján az Osztrák-Magyar Monarchia része lett. 1879-ben az első osztrák-magyar népszámlálás során a Jajcai járáshoz és Imljane községhez tartozó településnek 42 háztartása és 409 ortodox szerb lakosa volt.  1910-ben a Kotor Varoš-i járáshoz és Kruševo Brdo községhez tartozó tartozó településen 65 háztartást és 631 ortodox lakost találtak. A monarchia szétesésével 1918-ban előbb a Szerb-Horvát-Szlovén Királyság, majd 1929-től a Jugoszláv Királyság része lett. 1921-ben Kruševo Brdonak 720 lakosa volt, ebből 715 ortodox és 5 római katolikus volt. Az 1929-es törvény értelmében, amikor Bosznia-Hercegovinát négy banovinára, Drinskára, Vrbaskára, Zetskára és Primorskára osztották, a település a Vrbaska banovina része lett, amelynek székhelye Banja Luka volt. 
Jugoszlávia megszállása után a Független Horvát Állam (NDH) része lett. A második világháború alatt Kruševo Brdo erős csetnik fellegvár volt, harcosaik a háború után még évekig ellenálltak a kommunista erőknek. A boszniai háborút lezáró daytoni békeszerződést követő területfelosztásnál Kotor-Varoš község részeként a Szerb Köztársaság területéhez került.

## Nevezetességei
Szent Lázár fejedelem, nagyvértanú tiszteletére szentelt ortodox temploma